# لوسي ماي ستانتون
لوسي ماي ستانتون (بالإنجليزية: Lucy May Stanton)‏ هي رسامة أمريكية، ولدت في 22 مايو 1875 في أتلانتا في الولايات المتحدة، وتوفيت في 19 مارس 1931 في أثينا في الولايات المتحدة بسبب ذات الرئة.